# Opowieść o trzech niedźwiadkach
Opowieść o trzech niedźwiadkach (The Story of the Three Bears) (znana też pod tytułem Goldilocks and the Three Bears tj. Złotowłosa i trzy niedźwiadki)  – baśń brytyjskiego autora Roberta Southeya opublikowana po raz pierwszy w 1837 roku. 
W tym samym roku, inny brytyjski pisarz George Nicol opublikował wersję poetycką na bazie baśni Southeya. Obie te wersje mówią o trzech niedźwiedziach (mężczyznach) i starej kobiecie, która narusza ich własność.
Należy zaznaczyć, że opowieści podobne do tej baśni, choć nieco się różniące, pojawiały się już wcześniej. 
W późniejszych wydaniach w opowieści  Southeya dokonano kilku zmian. Niedźwiedzie nie były już trzema mężczyznami (wysokim średnim i małym), lecz rodziną - tata, mama i dziecko. Z kolei bohaterka ze staruszki przekształciła się w dziewczynkę, która otrzymała imię Złotowłosa od koloru włosów. 
Baśń była różnie interpretowana. Często adaptowano ją na potrzeby filmu, opery i innych mediów. "The Story of the Three Bears" jest jedną z najbardziej popularnych baśni w języku angielskim.